# Per Nordström
Per Roland Nordström, född 22 mars 1967 i Boden i Norrbottens län, är en svensk travkusk och travtränare. Nordström driver sin verksamhet PN Training strax söder om Sjöbo i Skåne län, och innehar proffslicens vid Jägersro sedan 1990. Han har specialiserat sin verksamhet på unghästar. Han tränar och har tränat hästar som Nimbus C.D., Önas Prince, Dixi Sisu, Felix Orlando, Denim Boko och Grande Diva Sisu.

## Karriär
Nordström fick sin proffslicens 1990, och har sedan dess inriktat sin träningsverksamhet på unghästar. Nordström har bland annat segrat i tvååringsloppen Svensk uppfödningslöpning tre gånger (2012, 2019 och 2020) och Svampen Örebro två gånger (2012, 2015). Han har även segrat i Konung Gustaf V:s Pokal en gång (Önas Prince, 2021).
Då Felix Orlando segrade i korta E3 för hingstar och valacker den 22 augusti 2021, blev han en av de få hästar som vunnit både långa E3 och korta E3 i klassen för hingstar och valacker. Nordström segrade även i korta E3 för ston samma dag med Islay Mist Sisu.
Nordström utsågs till "Årets Tränare" 2021 vid den svenska Hästgalan den 12 februari 2022. Utmärkelsen berodde till stor del på de stora framgångar som han haft med Önas Prince under året med segrar i bland annat Sprintermästaren och Breeders' Crown samt en andraplats i Svenskt Travderby. Önas Prince var både den vinstrikaste och segerrikaste hästen i Sverige under 2021.

## Större segrar i urval
| År   | Lopp                                              | Häst             | Kusk          | Tränare        | Grupp   |
| ---- | ------------------------------------------------- | ---------------- | ------------- | -------------- | ------- |
| 2003 | Malmö Stads Pris                                  | Half Moon        | Per Nordström | Bo F. Karlsson | Grupp 2 |
| 2009 | Johan Jacobssons Minne                            | Greve Bravur     | Per Nordström | Mats Rånlund   | -       |
| 2012 | Svampen Örebro                                    | Denim Boko       | Per Nordström | Per Nordström  | Grupp 2 |
| 2012 | Svensk uppfödningslöpning                         | Denim Boko       | Per Nordström | Per Nordström  | Grupp 1 |
| 2015 | Svampen Örebro                                    | Dixi Sisu        | Per Nordström | Per Nordström  | Grupp 2 |
| 2019 | Margaretas Tidiga Unghästserie, 3-åriga ston, maj | Grande Diva Sisu | Per Nordström | Per Nordström  | -       |
| 2019 | Svensk uppfödningslöpning                         | Revelation       | Per Nordström | Per Nordström  | Grupp 1 |
| 2020 | Vårfavoriten                                      | Önas Prince      | Per Nordström | Per Nordström  | -       |
| 2020 | Stosprintern                                      | Grande Diva Sisu | Per Nordström | Per Nordström  | Grupp 2 |
| 2020 | Premio Going Kronos                               | Önas Prince      | Per Nordström | Per Nordström  | Grupp 2 |
| 2020 | Svensk uppfödningslöpning                         | Islay Mist Sisu  | Peter Ingves  | Per Nordström  | Grupp 1 |
| 2021 | Konung Gustaf V:s Pokal                           | Önas Prince      | Per Nordström | Per Nordström  | Grupp 1 |
| 2021 | Ina Scots Ära                                     | Önas Prince      | Per Nordström | Per Nordström  | -       |
| 2021 | Vårfavoriten                                      | Felix Orlando    | Per Nordström | Per Nordström  | -       |
| 2021 | Guldstoet                                         | Islay Mist Sisu  | Per Nordström | Per Nordström  | Grupp 2 |
| 2021 | Långa E3, h/v                                     | Felix Orlando    | Per Nordström | Per Nordström  | Grupp 1 |
| 2021 | Sprintermästaren                                  | Önas Prince      | Per Nordström | Per Nordström  | Grupp 1 |
| 2021 | Korta E3, h/v                                     | Felix Orlando    | Per Nordström | Per Nordström  | Grupp 1 |
| 2021 | Korta E3, ston                                    | Islay Mist Sisu  | Per Nordström | Per Nordström  | Grupp 1 |
| 2021 | Breeders' Crown, 4-åriga hingstar/valacker        | Önas Prince      | Per Nordström | Per Nordström  | Grupp 1 |
| 2023 | Copenhagen Cup                                    | Önas Prince      | Per Nordström | Per Nordström  | Grupp 1 |
| 2024 | Paralympiatravet                                  | Önas Prince      | Per Nordström | Per Nordström  | Grupp 1 |